# James Orr
James Orr (Rouyn-Noranda, 23 marzo 1953) è un regista, sceneggiatore e produttore cinematografico canadese.

## Biografia
Nato nel Québec, è cresciuto a Toronto. Ha diretto diverse pellicole cinematografiche a partire dalla metà degli anni Ottanta. Come sceneggiatore ha lavorato a film come Tre scapoli e un bebè e Sister Act 2 - Più svitata che mai.

## Filmografia

### Regista
- Blue Bell (Breaking All the Rules) (1985)
- They Still Call Me Bruce (1987)
- Disneyland - serie TV, 1 episodio (1987)
- Mr. Destiny (1990)
- L'uomo di casa (Man of the House) (1995)
- Blowing Smoke (2004)
- Christmas in Wonderland (2007)
- La notte prima della notte di Natale (The Night Before the Night Before Christmas) (2010) - film TV
- Cigars: The Heart and Soul of Cuba (2011)
- Cannubi: A Vineyard Kissed by God (2013)

### Sceneggiatore
- Due tipi incorreggibili (Tough Guys), regia di Jeff Kanew (1986)
- Tre scapoli e un bebè (Three Men and a Baby), regia di Leonard Nimoy (1987)
- Un ragazzo sulla trentina (14 Going on 30), regia di Paul Schneider (1987) - film TV
- Disneyland - serie TV, 1 episodio (1987)
- They Still Call Me Bruce, regia di James Orr (1987)
- Mr. Destiny, regia di James Orr (1990)
- Sister Act 2 - Più svitata che mai (Sister Act 2: Back in the Habit), regia di Bill Duke (1993)
- L'uomo di casa (Man of the House), regia di James Orr (1995)
- Blowing Smoke, regia di James Orr (2004)
- Un fidanzato venuto dal futuro (My Future Boyfriend), regia di Michael Lange (2011)
- A Change of Heart, regia di Kenny Ortega (2017)

### Produttore
- They Still Call Me Bruce, regia di James Orr (1987)
- Mr. Destiny, regia di James Orr (1990)
- Il padre della sposa (Father of the Bride), regia di Charles Shyer (1991) - produttore esecutivo
- Il padre della sposa 2 (Father of the Bride Part II), regia di Charles Shyer (1995) - produttore esecutivo
- Matrimonio a 4 mani (It Takes Two), regia di Andy Tennant (1995)